# تشارلز بي. اندروز
تشارلز بي. اندروز (بالإنجليزية: Charles B. Andrews)‏ هو قاضي ومحامي وسياسي أمريكي، ولد في 4 نوفمبر 1834 في الولايات المتحدة، وتوفي في 12 سبتمبر 1902 في ليتشفيلد في الولايات المتحدة. حزبياً، نشط في الحزب الجمهوري. وقد انتخب عضو مجلس نواب كونيتيكت وانتخب حاكم كونيتيكت ‏.